# Де Микелис, Джанни
Джанни Де Микелис (итал. Gianni De Michelis; 26 ноября 1940, Венеция — 11 мая 2019, Венеция) — итальянский химик и политик, министр государственного участия в экономике (1980—1983), министр труда и социального обеспечения (1983—1987), министр иностранных дел (1989—1992).

## Биография

### Ранние годы
Родился 26 ноября 1940 года в Венеции, первенец в методистской семье сотрудников компании Montedison Турно Де Микелиса и Ноеми Боргелло, у которых было пятеро детей. Получил высшее химическое образование, в 1960 году вступил в Итальянскую социалистическую партию, 1964 году был избран в коммунальный совет Венеции, позднее вошёл в городскую администрацию. В 1969 году избран в правление ИСП, впоследствии отвечал за организационную работу в партии на национальном уровне.

### Карьера
В 1980—1999 годах преподавал химию в Венецианском университете.
С 1976 по 1994 год состоял во фракции Итальянской социалистической партии Палаты депутатов Италии с 7-го по 11-й созыв.
Джанни Де Микелис являлся министром по вопросам государственного участия в экономике последовательно в пяти правительствах: с 4 апреля по 18 октября 1980 года во втором правительстве Коссиги, затем по 28 июня 1981 года — в первом правительстве Форлани, до 23 августа 1982 года — в первом правительстве Спадолини, до 1 декабря 1982 года — в его же втором правительстве и до 4 августа 1983 года — в пятом правительстве Фанфани.
Министр труда и социального обеспечения в первом правительстве Кракси с 4 августа 1983 до 1 августа 1986 года и затем до 17 апреля 1987 года — во втором правительстве того же политика.
Заместитель председателя Совета министров Италии с 13 апреля 1988 по 22 июля 1989 года в первом правительстве Де Миты.
Джанни Де Микелис занимал кресло министра иностранных дел Италии в шестом правительстве Андреотти с 22 июля 1989 по 12 апреля 1991 года и затем до 28 июня 1992 года — в седьмом правительстве Андреотти.
Подписал от Италии Маастрихтский договор.
В 1992 году вернулся к партийной работе и стал заместителем секретаря ИСП, но был вынужден временно отойти от публичной политики в связи с коррупционными расследованиями в период операции «Чистые руки» (в числе прочего занимался также консультированием итальянских компаний за границей). В 1997 году избран национальным секретарём новосозданной Социалистической партии, в 2001—2007 годах занимал тот же пост в Новой ИСП.
В 2004 году избран в Европейский парламент по списку «Объединённые социалисты за Европу» и с 2007 года до истечения срока своих полномочий в 2009 году состоял в социалистической фракции.
9 апреля 2006 года Де Микелис избран в Палату депутатов 15-го созыва по списку Новой ИСП, 21 апреля 2006 года его мандат был официально подтверждён, но уже 28 апреля он добровольно его сдал.
13 июля 2007 года Новая ИСП во главе с Джанни Де Микелисом приняла участие в так называемом «социалистическом учредительном собрании» (Costituente socialista), созванном с целью объединения сторонников социалистических идей; позднее в том же году была воссоздана Социалистическая партия.
Умер в ночь на 11 мая 2019 года в больнице апостолов Иоанна и Павла в Венеции.

## Личная жизнь
В 1965 году женился на Франческе Барнабо, у них родился сын Альвизе, но в 1978 году супруги расстались. В 1997 году женился на предпринимательнице Стефании Туччи, которая была на 25 лет моложе; брак продлился только два года.